# Urodinychidae
Famille
Les Urodinychidae  Berlese, 1917 sont des Acariens Mesostigmata. Plus de 250 espèces en trois genres ont été répertoriées.

## Classification
- Urodinychus Berlese, 1903
- Uroobovella Berlese, 1903 synonymes Allodinychus Trägårdh, 1943, Austruropoda Womersley, 1955, Caluropoda Berlese, 1916, Dendrouropoda Willmann, 1959, Dinychopsis Berlese, 1916, Dinychura Berlese, 1913, Fuscouropoda Vitzthum, 1924, Indrotrachytes Deb & Raychandhuri, 1965, Neoseius Oudemans, 1904, Olouropoda Berlese, 1916, Paradinychus Berlese, 1916, Paulitzia Oudemans, 1915, Phaulodiaspis Vitzhum, 1925, Phaulotrachytes Valle, 1954, Polyaspidiella Berlese, 1910, Prodinychus Berlese, 1918, Styluropoda Trägårdh, 1952, Trachyxenura Leitner, 1947, Urociclella Berlese, 1913, Urocyclellopsis Willmann, 1953 et Urosternella Berlese, 1903
- Vinicoloraobovella Hirschmann, 1979